# Proceso de Siniavski–Daniel
El proceso de Siniavski-Daniel (en ruso: Процесс Синявского-Даниэля) fue un famoso proceso penal que tuvo lugar en la Unión Soviética contra los escritores Andréi Siniavski y Yuli Daniel, entre el otoño de 1965 y febrero de 1966 en Moscú, frente a un tribunal presidido por L.P. Smirnov.
Los escritores fueron acusados de publicar material antisoviético en editoriales extranjeras utilizando Siniavski el pseudónimo Abram Terz (Абрам Терц) y Daniel el de Nikolái Arzhak (Николай Аржак).

## Historia
En 1965, el KGB identificó a los autores, y los sometió a arresto acusados de haber emitido propaganda antisoviética. Hubo entonces una gran presión sobre los escritores a través de los medios de comunicación. Daniel fue sentenciado a cinco años de trabajos forzados y, el 14 de febrero de 1966, Siniavsky fue sentenciado a siete años por "actividad anti-soviética". En un hecho sin precedentes en la URSS, ambos escritores se declararon no culpables.
Muchas personas famosas escribieron cartas al régimen en un intento de ayudar a estos dos escritores, siendo esta actitud un ejemplo de defensa del derecho del escritor a escribir sin censura. En tanto que Mijaíl Shólojov, en su discurso ante el XXIII Congreso del Partido Comunista de la Unión Soviética, declaró que "de suceder los hechos en los memorables años 1920, los traidores hubieran merecido otro castigo". Una vez dictada la severa sentencia, el 19 de noviembre de 1966 el periódico Literatúrnaya Gazeta publicaba una carta, la llamada Carta de los 62 («Письмо 62-х»), firmada por sesenta y dos intelectuales soviéticos en la que afirmaban que en el juicio no se había probado la pretendida intencionalidad antisoviética (антисоветский умысел) de los textos publicados por los escritores que justificara la dureza de la condena impuesta, defendían el derecho del escritor a la sátira y solicitaban la liberación de los condenados bajo responsabilidad de los firmantes (выпустить на поруки).
Los dos escritores cumplieron sus condenas en los campos de trabajo de Dubravlag (Дубравлаг) en la región de Mordovia, la misma donde cuarenta y cinco años más tarde sería internada Nadezhda Tolokónnikova del grupo punk-rock feminista Pussy Riot. 